# Суленчино
Суленчино (пол. Sulęczyno, нім. Sullenschin) — село в Польщі, у гміні Суленчино Картузького повіту Поморського воєводства.
Населення — 1447 осіб (2011).
У 1975-1998 роках село належало до Гданського воєводства.

## Демографія
Демографічна структура станом на 31 березня 2011 року:
|          | Загалом | Допрацездатний вік | Працездатний вік | Постпрацездатний вік |
| -------- | ------- | ------------------ | ---------------- | -------------------- |
| Чоловіки | 707     | 154                | 487              | 66                   |
| Жінки    | 740     | 168                | 472              | 100                  |
| Разом    | 1447    | 322                | 959              | 166                  |